# Riedholz (Maierhöfen)

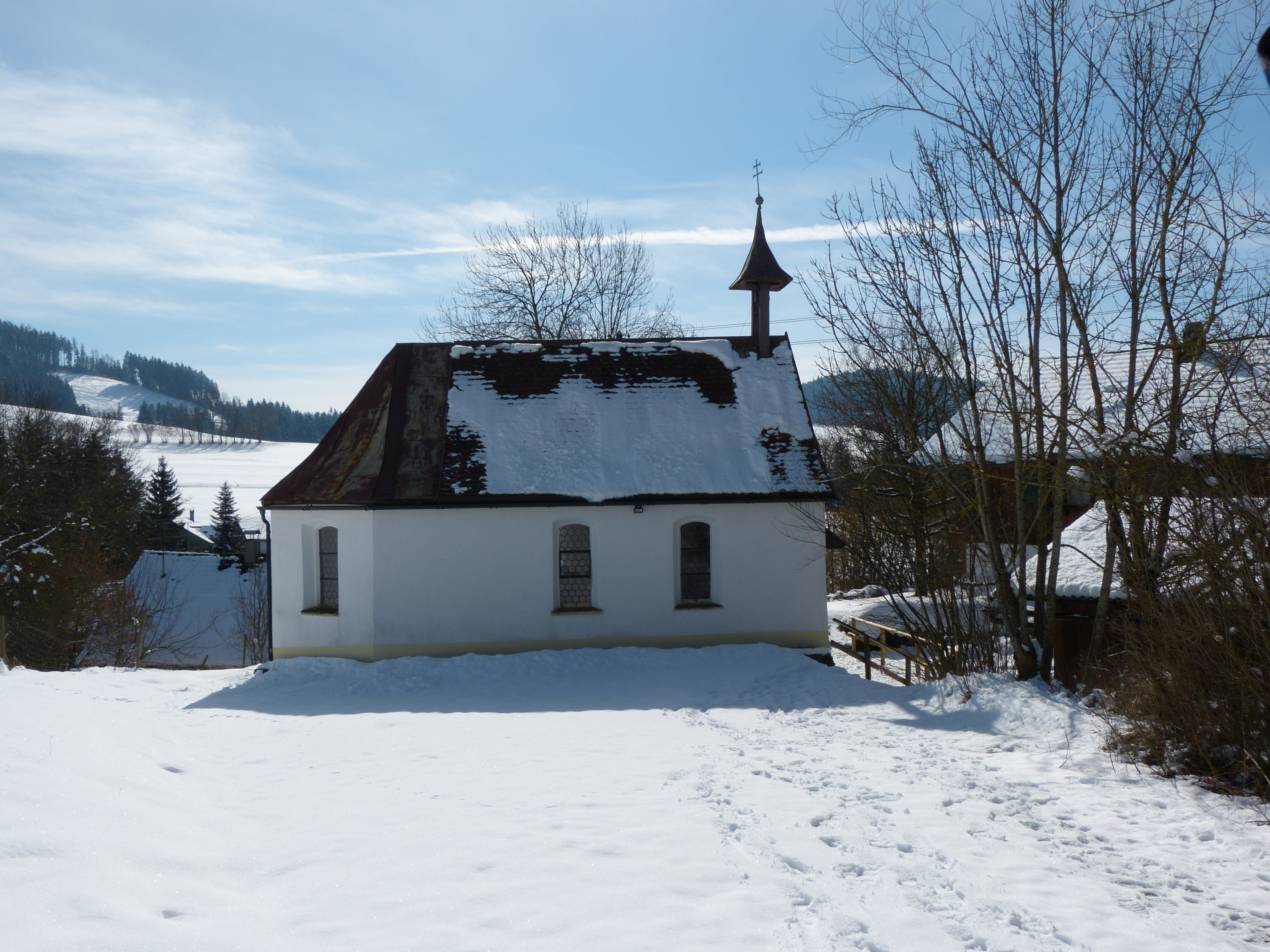
Kapelle St. Anna

Riedholz (westallgäuerisch: Riərdholz) ist ein Gemeindeteil der Gemeinde Maierhöfen im bayerisch-schwäbischen Landkreis Lindau (Bodensee).

## Geographie
Das Dorf am Rand des Naturschutzgebietes Eistobel liegt circa 1,5 km südöstlich von Maierhöfen und befindet sich am Fuß der Riedholzer Kugel und des Ibergs. Die Ortschaft zählt zur Region Westallgäu.

## Geschichte
Riedholz wurde erstmals im Jahr 855 erwähnt. Der Ortsname stammte von der Einzelsiedlung eines Alemannen namens Reodolt. Im Jahr 1732 wurde die katholische Kapelle St. Anna im Ort erbaut. 1778 nahmen 34 Teilnehmer bei der Vereinödung in Riedholz teil. Im Jahr 1926 wurde eine Skisprungschanze am Iberg errichtet und im Jahr 1960 nebenstehend der Iberg-Skilift.

## Baudenkmäler
Siehe auch: Liste der Baudenkmäler in Riedholz